# Socco

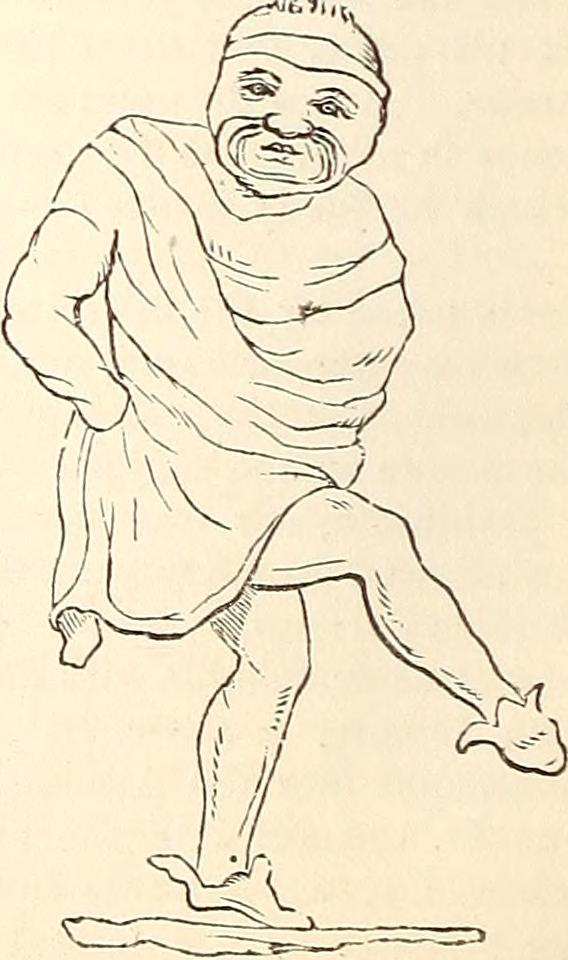
Actor cómico romano, probablemente un mimo, llevando "soccos".

Un socco, socculus o soccus (que puede traducirse del latín como «zapato ligero», plural: socci) es un antiguo calzado, similar a la pantufla, sin ataduras, utilizado principalmente en la Antigua Roma.
El socco es una especie de zapatilla holgada, con suela sin clavos y con una parte superior de cuero. Fueron usados por los antiguos romanos, al principio especialmente por actores cómicos, en oposición a los actores trágicos, que llevaban coturnos.
Probablemente fueron adoptado por los romanos de áreas griegas. Originalmente, zapato de mujer, según Suetonio, también lo usaban los hombres 'afeminados'. Más tarde se hicieron populares entre el público en general, con varios tipos adaptados a las diferentes circunstancias de la vida diaria y la posición social de quienes los llevaban. Se distinguieron soccos para hombres y mujeres, en varios colores y fueron descritos en el Edicto sobre Precios Máximos de Diocleciano.
Dentro de las ciudades romanas tomaba el nombre de calceus (cálceo), que era un calzado alto y cerrado, utilizado en las actividades diarias, mientras que la variante denominada pero era utilizada principalmente por labradores, pastores y legionarios romanos, y estaba confeccionado con material de mayor resistencia.
Generalmente se usaba en la ciudad no con la toga, sino con el palio.